# Tubifex tubifex
Tubifex tubifex pripada familiji Tubificidae u okviru klase Oligochaeta. To je tanak, segmentisani crv koji može da naraste do 20 cm dužine. Broj segmenata tela može biti između 34-120. Može imati crvenu boju zbog posedovanja pigmenta hemoglobina. Vrsta je hermafrodit sa složenim reproduktivnim sistemom. Ima globalnu distribuciju.
Mogu da prežive sa jako malo kiseonika, gasove razmenjuju preko kože. Opstaju u područjima koja su jako zagađena organskom materijom. Formiranjem zaštitne ciste i snižavanjem metaboličkih funkcija mogu preživeti sušu i nedostatak hrane. Imaju veliku moć regeneracije. Razviće je direktno. 